# Phyllachora spatholobi
Phyllachora spatholobi är en svampart som beskrevs av Syd. 1935. Phyllachora spatholobi ingår i släktet Phyllachora och familjen Phyllachoraceae.   Inga underarter finns listade i Catalogue of Life.